# دادگاه ناحیه‌ای ایالات متحده آمریکا برای ناحیه جنوبی نیویورک
دادگاه ناحیه ای ایالات متحده برای ناحیه جنوبی نیویورک از دادگاه‌های فدرال ناحیه ای است. استیناف از این دادگاه به دادگاه استیناف حوزه دوم ایالات متحده آمریکا برده می‌شود.
ناحیه جنوبی از اثرگذارترین و فعال‌ترین دادگاه‌های ناحیه ای فدرال در آمریکاست تا حد زیادی به این خاطر است که حوزه قضایی آن مراکز مالی عمده نیویورک را در بر می‌گیرد.
حوزه قضایی دادگاه شهرستان‌های زیر را در بر می‌گیرد: نیویورک (منهتن), برانکس، شهرستان وستچستر، نیویورک، شهرستان پوتنام، نیویورک، شهرستان راکلند، نیویورک، شهرستان اورنج، نیویورک، شهرستان داچس، نیویورک، و شهرستان سولیوان، نیویورک. دادستانی ایالات متحده در ناحیه جنوبی نیویورک ایالات متحده را در دادرسی مدنی و جنایی در این دادگاه نمایندگی می‌کند. کفیل دادستان ایالات متحده آمریکا در حال حاضر جون کیم است. این دادگاه در ساختمان تورگود مارشال و ساختمان دادگاه دنیل موینیهن در منهتن و ساختمان دادگاه برینت در وایت پلینز، نیویورک قرار دارد.